# Daisytown
Daisytown è un comune (borough) degli Stati Uniti d'America, nella contea di Cambria nello Stato della Pennsylvania. Secondo il censimento del 2010 la popolazione è di 326 abitanti.

## Società

### Evoluzione demografica
La composizione etnica vede una presenza esclusiva di quella bianca (100,0%), dati del 2010.
| borough di Daisytown Popolazione |     |
| 2000                             | 356 |
| 2010                             | 326 |